# Datheosaurus macrourus
Il datheosauro (Datheosaurus macrourus) è un tetrapode estinto, appartenente ai caseasauri. Visse tra il Carbonifero superiore e il Permiano inferiore (circa 299 - 296 milioni di anni fa) e i suoi resti fossili sono stati ritrovati in Polonia.

## Descrizione
Questo animale di medie dimensioni doveva raggiungere circa 1,5 metri di lunghezza. Era dotato di un corpo piuttosto slanciato e di una coda molto lunga, comprendente almeno 75 vertebre caudali. Il cranio era piuttosto piccolo in relazione al resto del corpo, e i denti (almeno quelli anteriori) erano lunghi e aguzzi. Le zampe anteriori erano robuste ma non enormi come in altri animali simili ma più specializzati (come Casea e Cotylorhynchus) e la mano conservava ancora le falangi degli amnioti primitivi. Un'altra caratteristica di Datheosaurus era data dal canale ectepicondilare chiuso sull'omero.

## Classificazione
Descritto per la prima volta da Schroeder nel 1904, Datheosaurus macrourus è noto per un fossile quasi completo ma mal conservato proveniente dai terreni carbonifero/permiani della Polonia, nei pressi della città di Nowa Ruda. Il fossile venne considerato inizialmente appartenere al gruppo composto da Haptodus e Palaeohatteria; successivamente venne avvicinato ai diapsidi basali come Kadaliosaurus, ai captorinidi come Labidosaurus, o genericamente ai cotilosauri (Huene, 1910). Secondo Nopcsa, Datheosaurus era estremamente primitivo e vicino al genere Seymouria; secondo Romer e Price (1940) Datheosaurus non poteva essere distinto da altri Haptodontinae sulla base dei fossili conosciuti. 

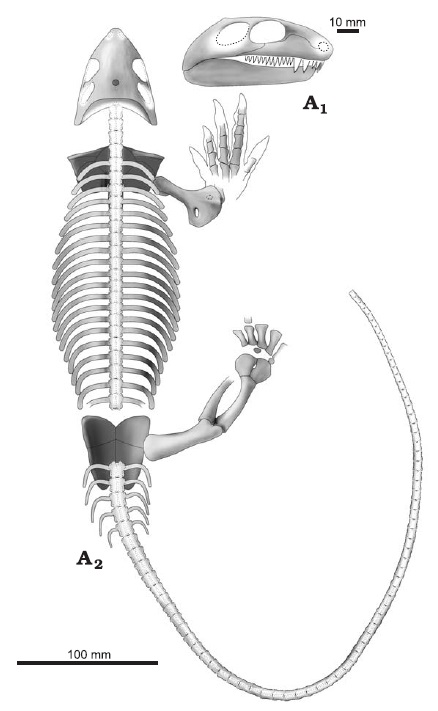
Ricostruzione dello scheletro di Datheosaurus macrourus

Uno studio del materiale operato nel 2016 ha indicato che Datheosaurus era in realtà un membro basale dei Caseasauria, un gruppo di sinapsidi arcaici estintisi senza lasciare discendenti. I fossili di Datheosaurus sono importanti perché permettono di riconoscere alcuni caratteri plesiomorfici dei caseasauri primitivi, come la lunga coda e le zampe anteriori non ancora enormi. Fossili provenienti dal Madagascar, inizialmente attribuiti a Datheosaurus, sono stati in seguito classificati come appartenenti a un nuovo genere di diapsidi arcaici, Thadeosaurus.

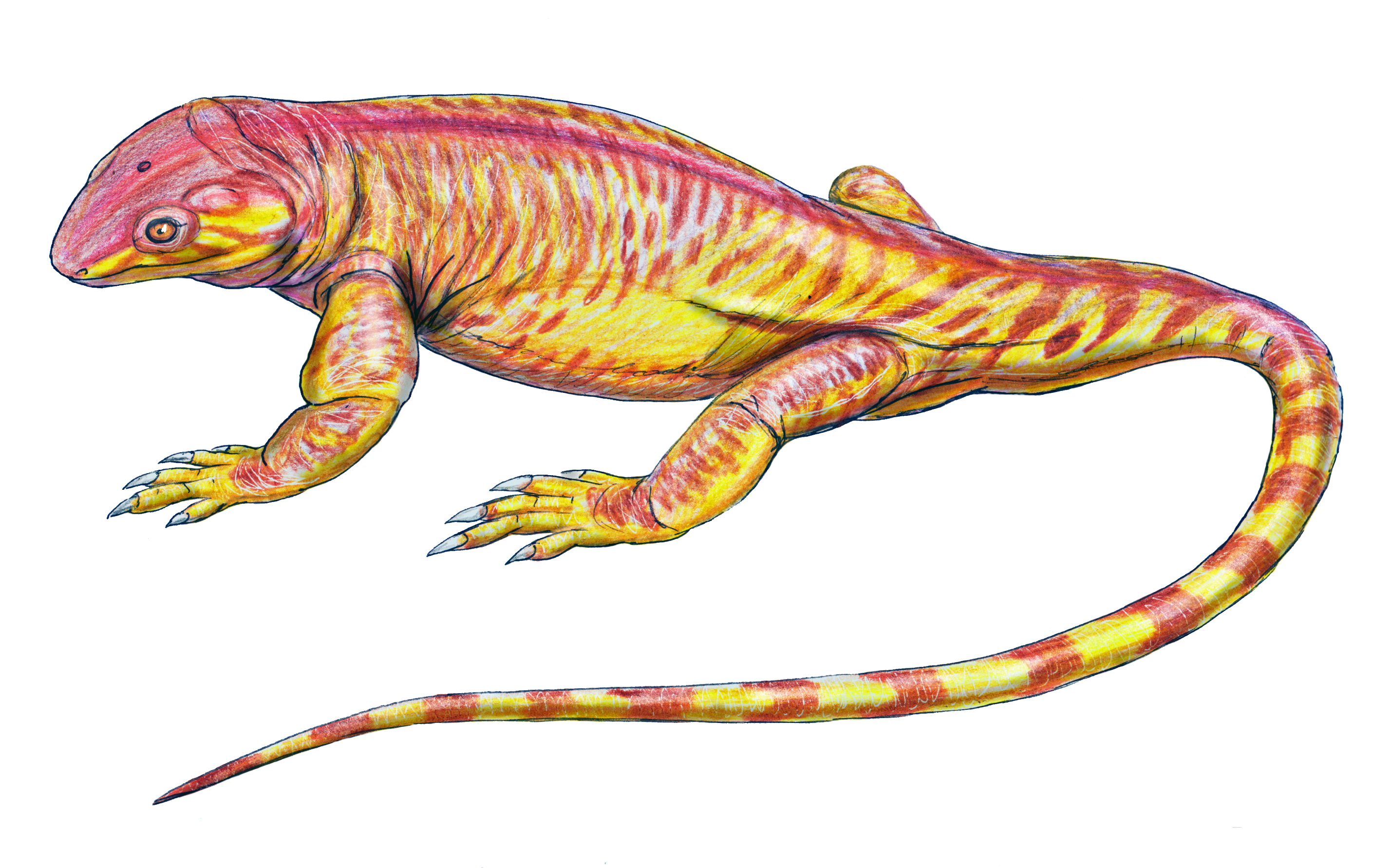
Ricostruzione di Datheosaurus macrourus